# Tramway de Sóller
Le tramway de Sóller est le réseau de tramway de la ville de Sóller, en Espagne. Il ne comporte qu'une seule ligne. Il s'agit du seul tramway des îles Baléares.

## Histoire
Le réseau est inauguré le 4 octobre 1913.

## Réseau actuel
Le tramway circule entre Sóller et Port de Sóller sur un parcours de 4,86 km. La ligne comporte 17 stations. La voie est construite à l'écartement de 3 pieds, soit 914mm. L'alimentation électrique se fait en courant continu à la tension de 600 volts.

### Stations

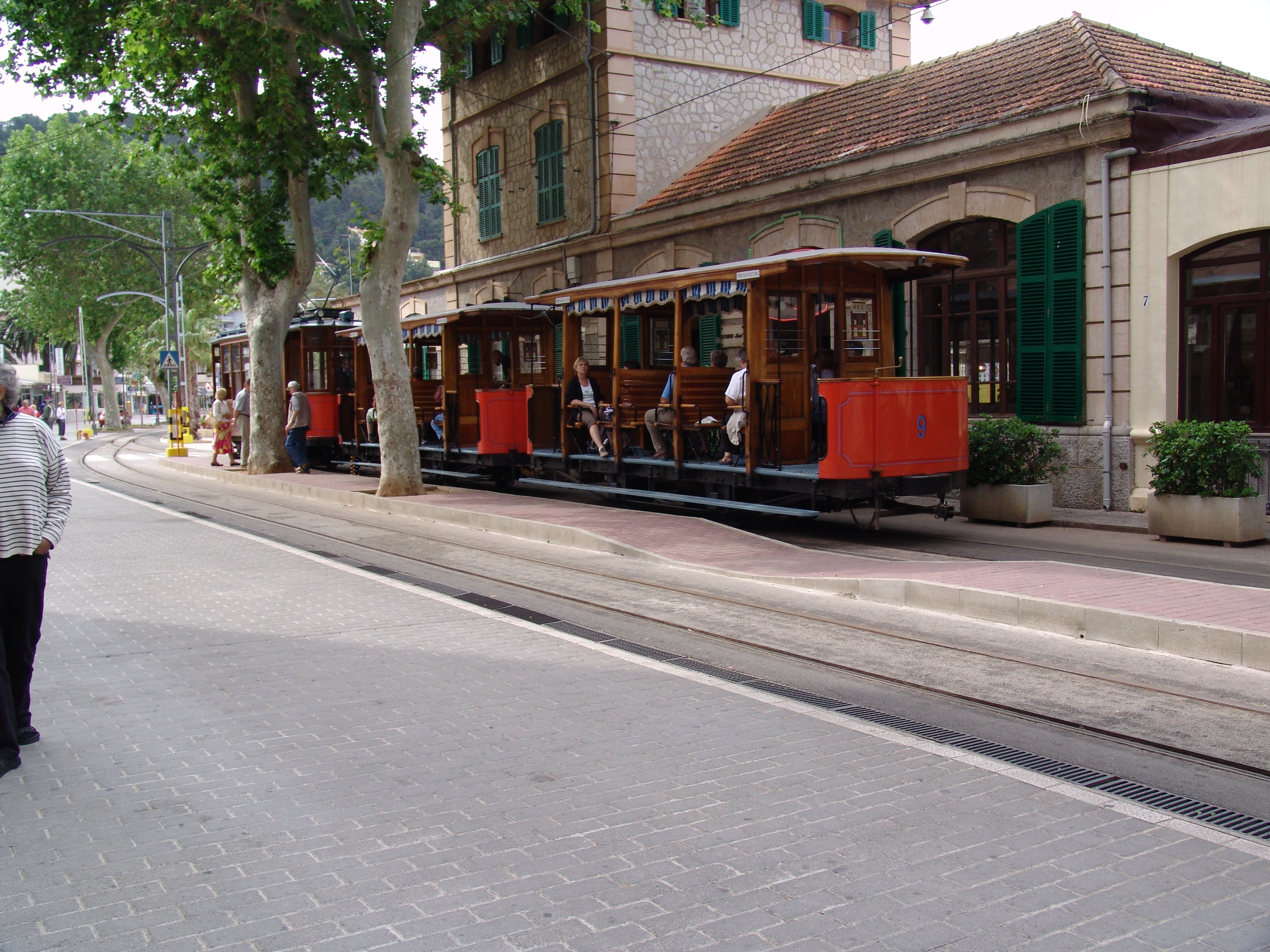
Tram à la station Marysol

| Station                       | Distance (km) | Note                                                                          |
| ----------------------------- | ------------- | ----------------------------------------------------------------------------- |
| Sóller                        | 0.00          | Ligne Ferrocarril de Sóller pour Palma, dépôt, terminus sud service voyageurs |
| Mercat (Sóller)               | 0.30          | Centre-ville                                                                  |
| Can Guida (Sóller)            | 0.90          |                                                                               |
| Can Reus (Sóller)             | 1.20          |                                                                               |
| L'Horta (Sóller)              | 1.60          |                                                                               |
| Monument (Sóller)             | 2.00          |                                                                               |
| Can Llimó                     | 2.25          |                                                                               |
| Can Ahir                      | 2.50          |                                                                               |
| Roca Roja                     | 2.75          |                                                                               |
| Es Control                    | 3.45          | Parking                                                                       |
| Sa Torre (Port de Sóller)     | 3.70          |                                                                               |
| S'Espléndido (Port de Sóller) | 3.80          |                                                                               |
| Las Palmeras (Port de Sóller) | 3.90          |                                                                               |
| S'Eden (Port de Sóller)       | 4.10          |                                                                               |
| Can Generós (Port de Sóller)  | 4.30          |                                                                               |
| Marysol (Port de Sóller)      | 4.65          | Terminus nord du service voyageurs                                            |
| La Payesa (Port de Sóller)    | 4.86          | Pas de service voyageurs, section utilisée seulement pour des maneuvres       |

## Matériel roulant
Il est livré à l'origine par la firme de Saragosse "Carde y Escoraza" en 1913 et comprend trois motrices et trois remorques, numérotées 1 à 3 pour les motrices et 5 à 7 pour les remorques.
En complément, quatre  baladeuses ouvertes (appelées jardineras) ont été acquises auprès du réseau des tramways de Palma en 1954 et portent les numéros 8 à 11. Une motrice et une remorque sont rachetées auprès des tramways de Bilbao en 1958  et portent les n°4 et 8. En 2000, ces véhicules retournent à Bilbao.
Quatre motrices provenant des tramways de Lisbonne ont été acquises en 1997 et portent les numéros 20 à 24 . Six nouvelles remorques ont été construites par la compagnie entre 2000 et 2002 et une septième ultérieurement. Elles portent les numéros 1 à 7. Ce sont des remorques à bogies avec plateformes d'extrèmité.

## Galerie de photos

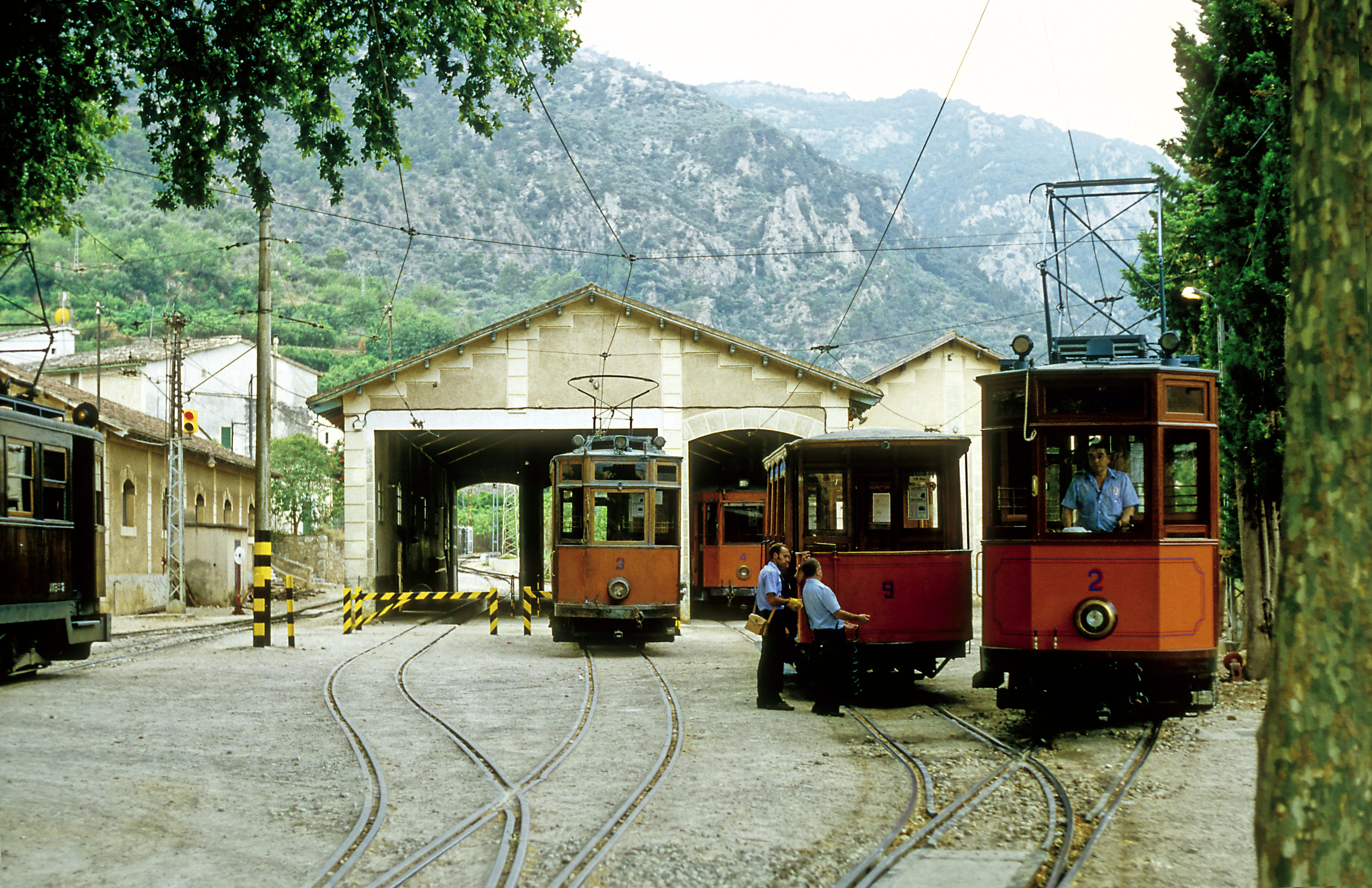
Dépôt de Sóller.
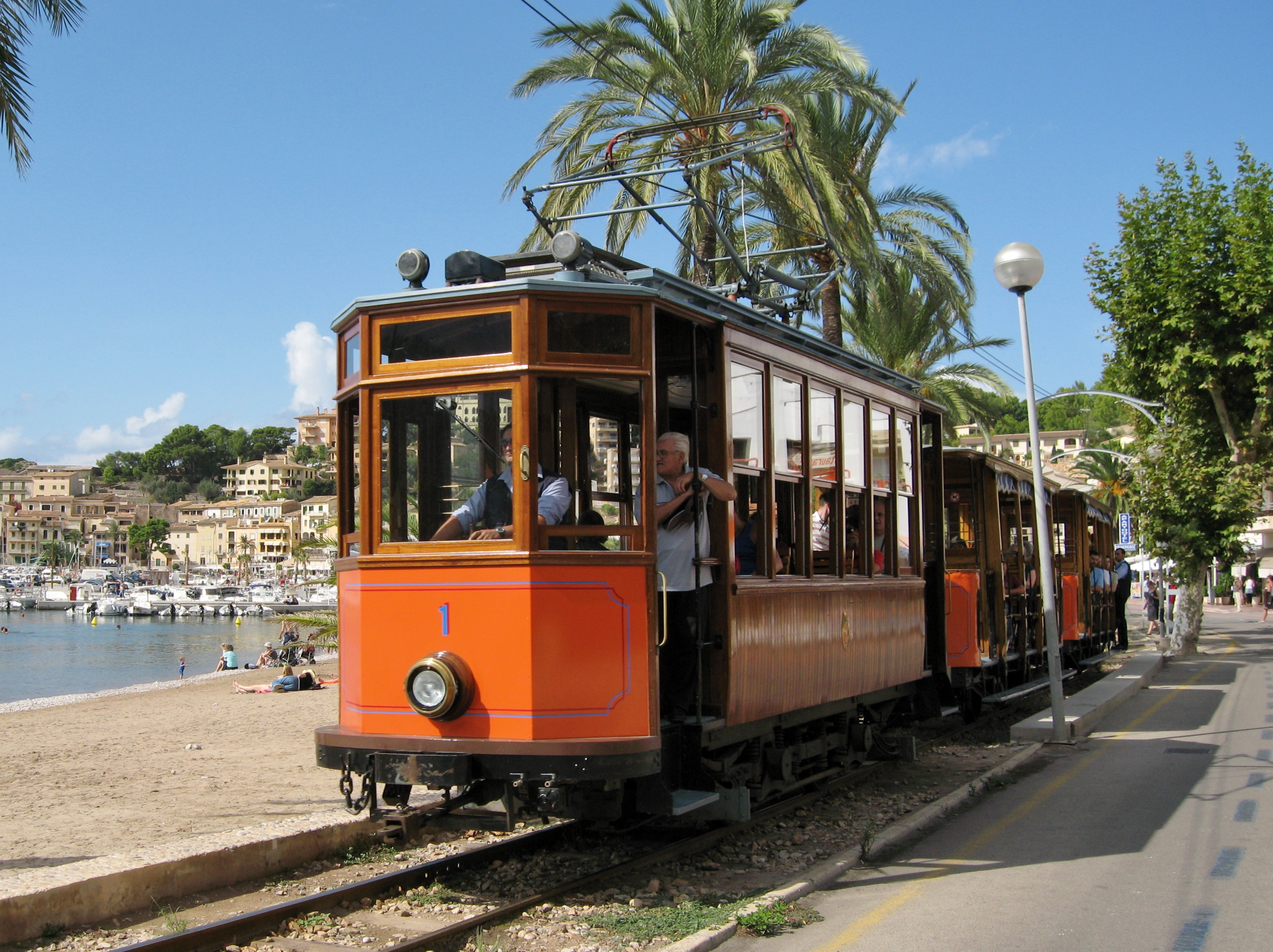
motrice numéro 1 le long de la côte.
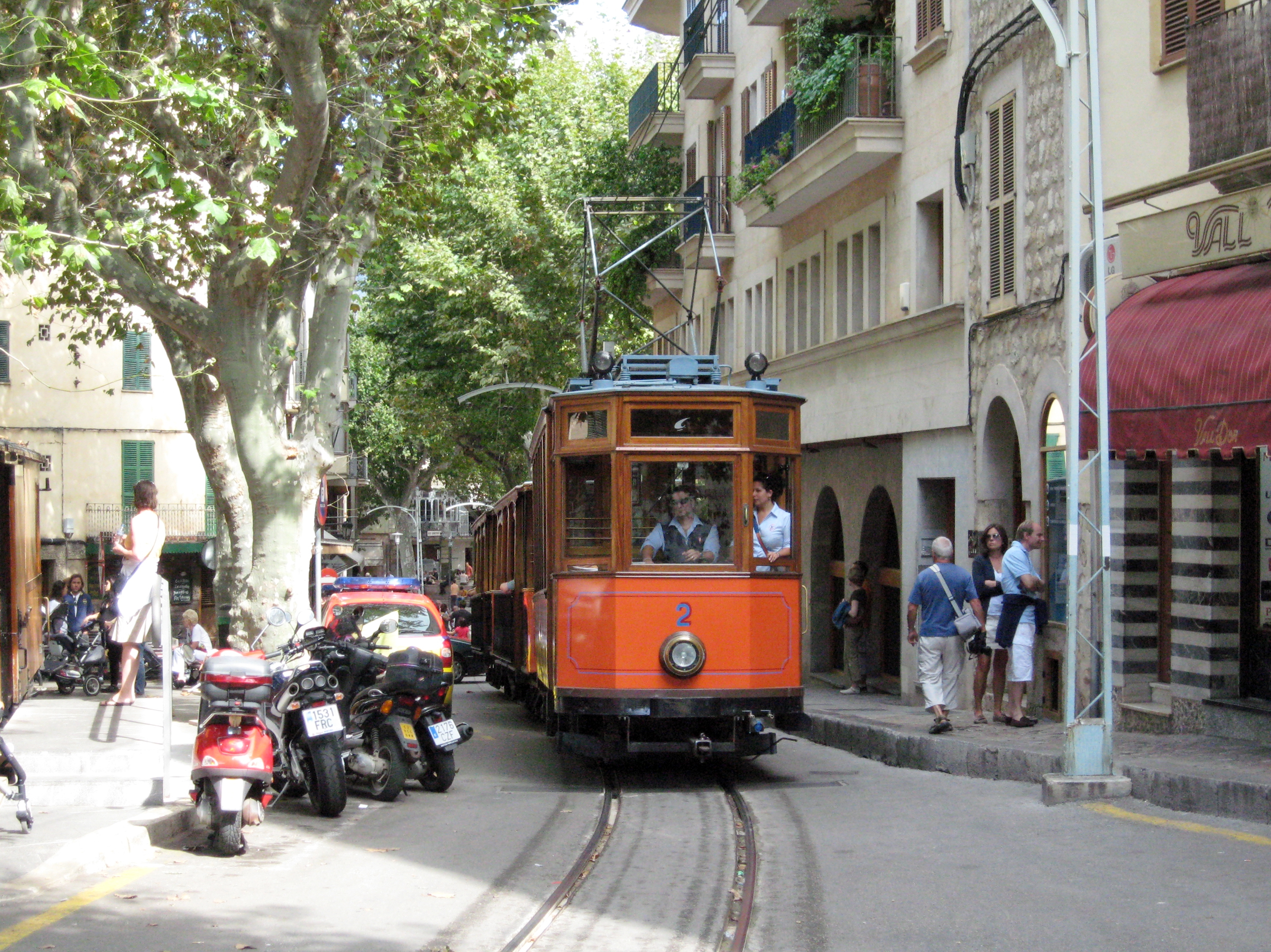
motrice numéro 2 passant dans le centre-ville de Sóller.
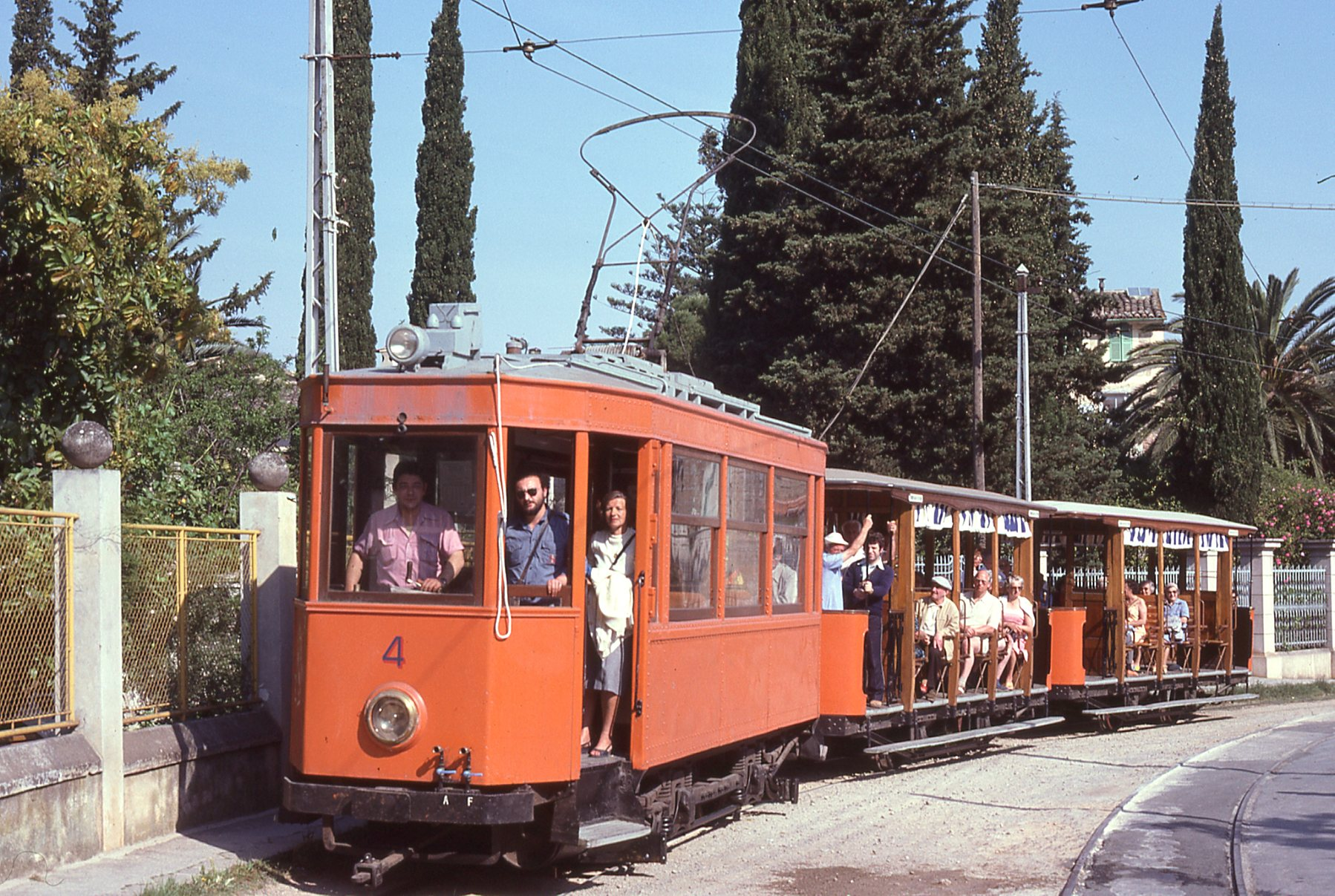
motrice numéro 4 ex Bilbao avec 2 jardineras ouvertes en 1979.
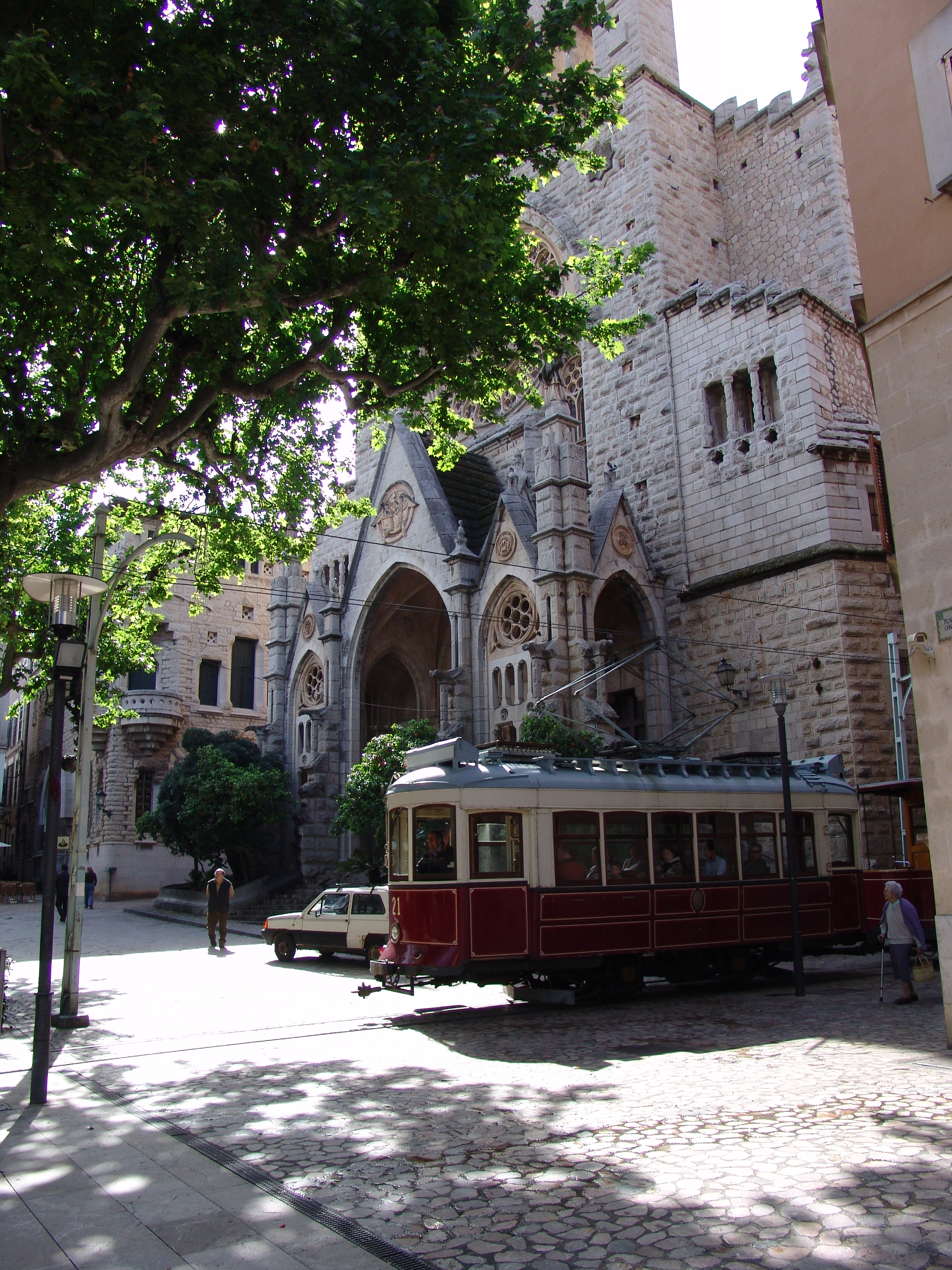
motrice numéro 21 proche de l'arrêt Mercat
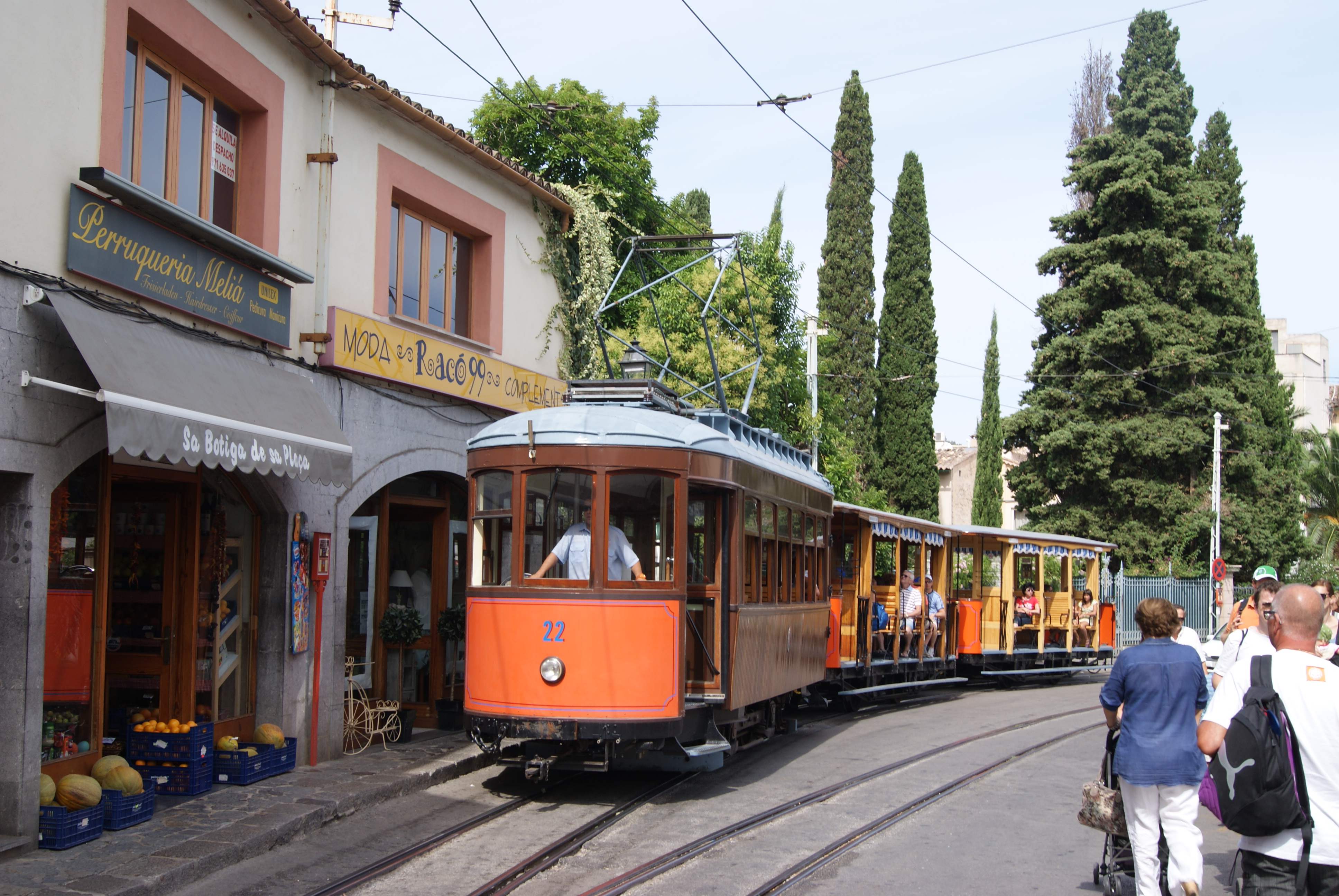
Motrice n°22 ex Lisbonne.
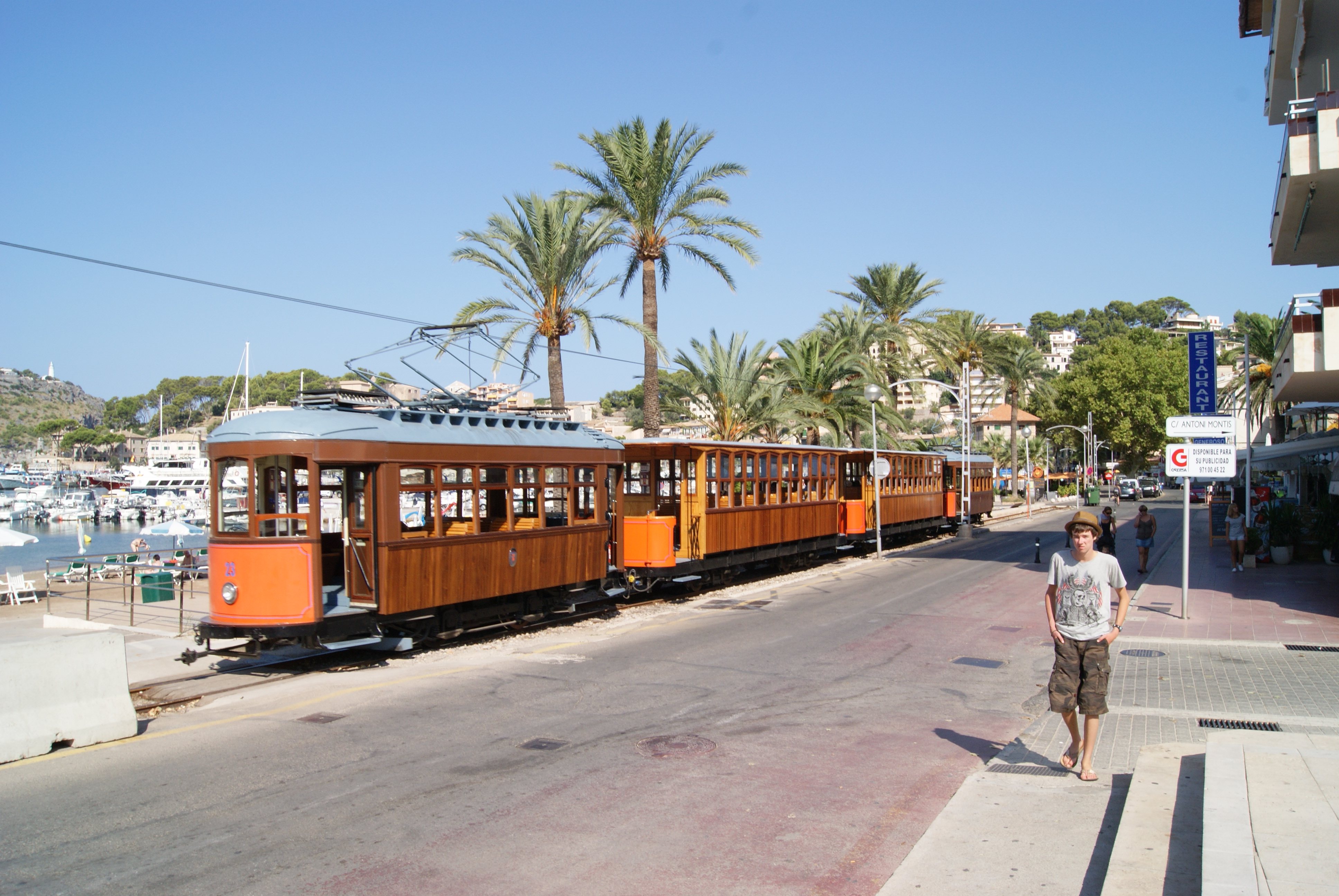
Motrice N°23 ex Lisbonne avec deux remorques de la série 1 à 7.